# Dorwinion
Dorwinion, také známý jako Dor-Winion, je fiktivní země z díla J. R. R. Tolkiena. Ležela v údolích Celduin, severozápadně od moře Rhûn, známá jako země vinic, která byla proslulá svými velkými zahradami a jako zdroj nejlepších vín v celé Středozemi. Bylo silné natolik, že se i elfové jím mohli opít a usnout. Dokonce i víno podávané na hostinách Thranduila bylo dovezeno z Dorwinionu.

## Popis a obyvatele
Jeho úrodné klima, mírná zeměpisná šířka a těsná blízkost Rhûnského moře učinily z Dorwinionu ideální místo pro agrární společnost. Jeho obyvateli byli zřejmě elfové Nandor nebo Avari a Střední muži, potomci Edainů, kteří měli úzké vazby na Seveřany z Dol v genealogii. Spekulovalo se, že Dorwinion je královstvím, kterému vládne především tajemný král Bladorthin. V době největšího rozmachu království Gondor se Dorwinion pravděpodobně stal jeho součástí.